# GeIL
GeIL (sigle de Golden Emperor International Ltd.) est une entreprise taïwanaise de conception, de technologie de fabrication et de commercialisation de composants matériels informatiques.
GeIL produit essentiellement des modules de mémoire hautes performances tels que des barrettes de mémoire vive et des produits de mémoire flash depuis 1993.
Ses produits sont principalement destinés aux overclockers, et elle produit également des barrettes milieu de gamme.
L'entreprise emploie environ 300 personnes au premier trimestre de 2009 et est distribuée dans 50 pays à travers le monde. Son siège social est situé à Taipei, avec des succursales à Hong Kong et en Chine.